# Divinity (pel·lícula)
Divinity és una pel·lícula de ciència-ficció estatunidenca del 2023 escrita i dirigida per Eddie Alcazar, i protagonitzada per Stephen Dorff, Moises Arias, Jason Genao, Karrueche Tran, Michael O'Hearn, Emily Willis, Scott Bakula, i Bella Thorne. La pel·lícula es va estrenar al Festival de Cinema de Sundance el 21 de gener de 2023 i es va estrenar en cinemes als Estats Units el 14 d'octubre de 2023.

## Argument
Ambientat en una existència humana d'un altre món, el científic Sterling Pierce va dedicar la seva vida a la recerca de la immortalitat, creant lentament els blocs de construcció d'un sèrum innovador anomenat "Divinity". Jaxxon Pierce, el seu fill, ara controla i transforma el somni abans benèvol del seu pare en un malson maliciós.

## Repartiment
- Stephen Dorff com a Jaxxon Pierce
- Moises Arias i Jason Genao com a Stars
- Karrueche Tran com a Nikita
- Michael O'Hearn com a Rip
- Emily Willis com a Lynx
- Scott Bakula com a Sterling Pierce
- Bella Thorne com a Ziva
- Caylee Cowan com a Felisha Flexi

## Producció
Steven Soderbergh i Eddie Alcazar van anunciar el setembre de 2021 que estaven col·laborant en una nova pel·lícula amb la direcció d'Alcazar i la producció de Soderbergh, i Soderbergh com a productor executiu. A l'abril de 2022, Scott Bakula i Bella Thorne es van unir al repartiment, i DJ Muggs compondria la música. La pel·lícula utilitza stop-motion per a una escena de baralla prolongada. La pel·lícula es va fer sense guió, segons Alcazar: "No hi ha guió per a aquesta pel·lícula, així que em van confiar la virtut de fer-ne el meu propi. I vaig començar a dibuixar i fer esquetxos d'idees, i així va ser pràcticament com va sorgir tot."

## Estrena
Divinity es va estrenar al Festival de Cinema de Sundance el 21 de gener de 2023, seguida d'una estrena internacional al Taormina Film Fest el 29 de juny de 2023.
El març de 2023, Utopia i Sumerian van adquirir els drets de distribució mundial de la pel·lícula, que més tard la va establir per a una estrena en cinemes als Estats Units el 13 d'octubre de 2023. La pel·lícula va utilitzar un estrena de plataforma que va començar a Nova York, seguida de Los Angeles el 20 d'octubre, i l'estrena àmplia va començar el 3 de novembre. La pel·lícula va rebre un acord provisional SAG-AFTRA per permetre als membres del repartiment promocionar l'estrena en cinemes durant la vaga SAG-AFTRA de 2023.

## Reception
Al lloc web de l'agregador de ressenyes Rotten Tomatoes, el 57% de les crítiques de 44 ressenyes són positives, amb una valoració mitjana de 6,30/10. Metacritic, que utilitza una mitjana ponderada, va assignar a la pel·lícula una puntuació de 61 sobre 100, basada en 12 ressenyes, indicant crítiques "generalment favorables".
Jeannette Catsoulis, escrivint per al New York Times, va descriure la pel·lícula com "una diatriba de ciència-ficció involuntàriament còmica obsessionada amb cossos bells, germans discutits i simbolisme bíblic". Va continuar, "tot i que els elements visuals de tant en tant sorprenents es veuen socavats repetidament per diàlegs estúpids i actuacions sovint atroces, tot el que s'experimenta a través d'una paret de so bategant i cridaner. Aquesta no és la pel·lícula per veure si tens una ressaca".
Jacob Oller, escrivint per a Paste, la va descriure com "una mica com una Barbarella, plena d'emocions a mitges i que té lloc en aquella zona gris indistinguible entre una base lunar i un calabós sexual de Hollywood", mentre que Nadir Samara, escrivint per a ScreenRant', va fer una crítica més positiva i visual, lloant l'estil visual, el càsting i la construcció del món.